# Cantón de Mézel
El cantón de Mézel era una división administrativa francesa que estaba situada en el departamento de Alpes de Alta Provenza y la región de Provenza-Alpes-Costa Azul.

## Composición
El cantón estaba formado por ocho comunas:
- Beynes
- Bras-d'Asse
- Châteauredon
- Estoublon
- Majastres
- Mézel
- Saint-Jeannet
- Saint-Julien-d'Asse

## Supresión del cantón de Mézel
En aplicación del Decreto n.º 2014-226 de 24 de febrero de 2014, el cantón de Mézel fue suprimido el 22 de marzo de 2015 y sus 8 comunas pasaron a formar parte del nuevo cantón de Riez.